# Fördraget i Hünkâr İskelesi

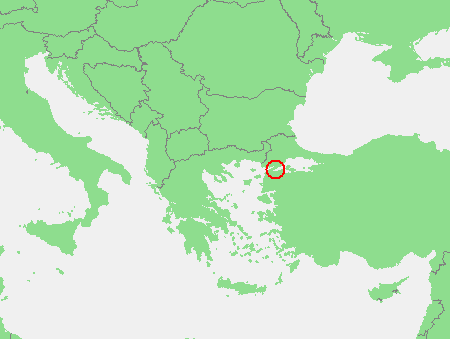
Dardanellerna är beläget vid den röda cirkeln.

Fördraget i Hünkâr İskelesi, eller Unkiar Skelessi, slöts år 1833 mellan Osmanska riket och Ryssland angående Dardanellerna. 
Efter den första orientaliska krisen undertecknade ryssarna och turkarna den 8 juli 1833 ett fördrag i Hünkâr İskelesi. Detta gick ut på ömsesidigt bistånd ifall någondera av Osmanska riket eller Ryssland skulle bli angripna av någon tredje part. 
En hemlig paragraf föreskrev att Osmanska riket istället för att skicka trupper skulle spärra av Dardanellerna för mot Ryssland fientliga makter. 
Storbritannien och Frankrike var misstänksamma och fruktade att Osmanska riket i sitt svaghetsttillstånd hade gett Ryssland fria händer att sända örlogsfartyg via Dardanellerna. Efter andra orientaliska krisen den 13 juli 1841 undertecknade Osmanska riket ett avtal med fem europeiska stormakter om Dardanellernas internationella status (sundkonventionen). Man bestämde att Dardanellerna i fredstid skulle vara stängt för alla icke-turkiska krigsfartyg.